# Campo di prigionia di Hereford
Il campo di prigionia di Hereford, organizzato a Hereford in Texas, raccolse dopo l'8 settembre 1943 circa 5 000 ufficiali e soldati italiani, prigionieri di guerra (cinquantamila in tutto il territorio statunitense) e in seguito anche i militari della Repubblica Sociale Italiana, che rifiutarono di collaborare con gli alleati. Fra i detenuti alcuni superstiti dei battaglioni Giovani Fascisti che avevano combattuto nella ultima battaglia nord-africana di Enfidaville. Fu chiuso alla fine del 1946.

## Il campo di punizione di Hereford
Negli Stati Uniti d'America al momento dell'armistizio dell'8 settembre vi erano 50.000 prigionieri di guerra italiani. Fu chiesto dagli statunitensi di aderire allo "Italian Service Unit": chi non lo fece divenne "non cooperatore" e inviato nel campo. Il campo era ufficialmente denominato "Military Reservation and Reception Center", ma veniva chiamato "Fascists' Criminal Camp". Dal 1945 fu deciso un indurimento delle condizioni.
Tra i prigionieri c'erano gli scrittori Giuseppe Berto, Dante Troisi, Gaetano Tumiati, Vezio Melegari, i pittori Alberto Burri, Ervardo Fioravanti, Alberto Fagan e Dino Gambetti, il musicista Mario Medici, i politici Roberto Mieville, Beppe Niccolai, il futuro dirigente del PCI Giovanni Dello Jacovo e Nino De Totto, il giuslavorista Gianni Roberti, il matematico Mario Baldassarri, i giornalisti e scrittori Armando Boscolo, Fernando Togni, Giosuè Ravaglioli, Vincenzo Buonassisi, Renzo Barazzoni (Parma 12.01.1920 - Montecchio Emilia 01.12.2014) e Giovanni Davi, il latinista Augusto Marinoni, Mario Ravella, il generale Adriano Angerilli (n. 1918), Silvio Astolfi, l'avvocato Aurelio Manzoni, il segretario comunale Vittorio Rossi, il segretario di una sezione locale romana del Msi Mario Mattei (n. 1926), Antoniuccio Loschiavo, Giuseppe Mutidieri e l'ingegnere Santoro Secolo, Fernando Cuminetti(Piacenza)

## Cappella votiva

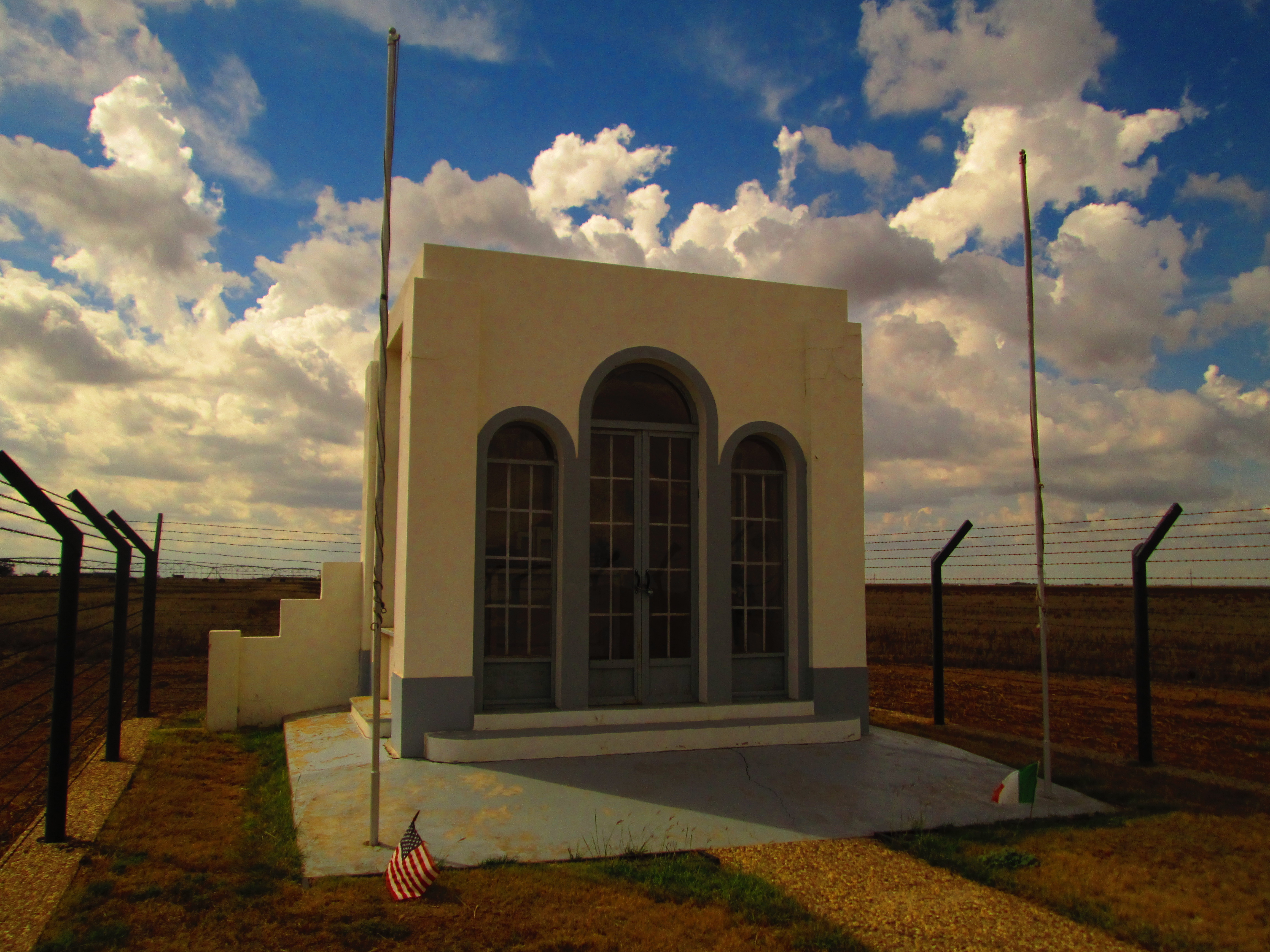
Cappella commemorativa costruita dai prigionieri italiani a Camp Hereford.

L'8 agosto 2009, in una cerimonia commemorativa ufficiale, venne inaugurata in Texas la cappella votiva costruita dai prigionieri italiani, appena restaurata, alla presenza del gen. Keith Thurgood in rappresentanza del Capo di stato maggiore dell'Esercito degli Stati Uniti d'America (Joint Chief of Staff), dell'allora Sottosegretario di Stato del Ministero dell'Ambiente Roberto Menia e del Comitato Tricolore per gli Italiani nel Mondo (CTIM). Tra gli ex prigionieri italiani presenti, Adriano Angerilli, Ezio Luccioli, l'ex paracadutista Giuseppe Margottini, Fernando Togni e Enzo Centofanti (ex Pow nei campi dell'Africa).
Si è trattata della prima occasione, dopo la fine della seconda guerra mondiale, che ha visto la partecipazione congiunta delle rappresentanze militari statunitensi e italiane nell'ex campo di prigionia n. 31 di Hereford (Hereford Reception Center nº 31).
Il testo di una lapide del 1945 posta nei pressi del luogo, anch'essa restaurata, ricorda a futura memoria: "I prigionieri italiani ai compagni che non torneranno. Hereford. P.O.W. Camp. Sett. 1945".

## Nella cultura di massa
Il regista italo-belga Giorgio Serafini ha realizzato nel 1991 un documentario TV sul campo di prigionia di Hereford dal titolo Les murs de sable e nel 2002, nello stesso ambiente, ha diretto un film con Luca Zingaretti e Roy Scheider dal titolo Texas 46.

### Film riguardanti il Campo di prigionia di Hereford
- Les murs de sable (TV 1991), su imdb.com.
- Texas 46 (2002), su imdb.com.